# Obús
Pour les articles homonymes, voir Obus (homonymie).
Obús est un groupe de heavy metal espagnol, originaire de Madrid. Ils se démarquent en prenant le risque de monter leurs propres concerts live, en essayant d'atteindre le niveau des grands noms du heavy metal international. En outre, ils écrivent des paroles et expriment une attitude et un sentiment similaire à ceux du public qui les a suivis, pour parvenir à créer un lien avec ce dernier. 
Tel qu'ils le disent eux-mêmes dans une interview : « nos morceaux nous disent plus ou moins quelque chose. » Loin de nier leur propre style, ils revendiquent toujours leur statut de groupe de heavy metal. Pour leur 30e anniversaire, ils tournent dans toute l'Espagne.

## Biographie
Durant les premiers mois de l'année 1980, deux jeunes Madrilènes, Juan Luis Serrano et Francisco Laguna (basse et guitare), membres de groupes tels que Red Box et Madrid 20, décident de former Obús. Ils remportent le Festival de Rock Villa de Madrid en 1981 et jouent en soutien à Barón Rojo. Bientôt, ils enregistrent Prepárate, produit par feu Tino Casal. Cet album les propulse vers la célébrité, avec la chanson homonyme devenue le numéro 1 sur la chaîne de radio Los 40 Principales. Le 6 novembre 1981, le groupe présente l'album lors d'un concert au Pavillon des Sports du Real Madrid, sur le Paseo de la Castellana,.
En 1982, ils publient Poderoso como el Trueno (également produit par Tino Casal), qui est suivi en 1984 par El que más, album qui marque leur consécration absolue, mais aussi leur plus haut chiffre de ventes. Cet album est enregistré avec Mark Dodson, ingénieur du son (producteur de Judas Priest).

## Discographie

### Albums studio
- 1981 : Prepárate
- 1982 : Poderoso como el trueno
- 1984 : El que más
- 1985 : Pega con fuerza
- 1986 : Dejarse la piel
- 1990 : Otra vez en la ruta
- 2000 : Desde el fondo del abismo
- 2003 : Segundos fuera
- 2010 : Cállate!

### Albums live
- 1990 : En directo 21-2-1987
- 1990 : De Madrid al Infierno (live)